# Chrysis hydropica
Chrysis hydropica é uma espécie de insetos himenópteros, mais especificamente de vespas pertencente à família Chrysididae.
A autoridade científica da espécie é Abeille de Perrin, tendo sido descrita no ano de 1878.
Trata-se de uma espécie presente no território português.